# Michael Jude Byrnes
Michael Jude Byrnes OESSH (23. srpna 1958 Detroit – 31. května 2025 Detroit) byl americký římskokatolický kněz, od roku 2018 arcibiskup agañský na Guamu. Arcibiskup Byrnes byl také členem Řádu Božího hrobu a od roku 2018 byl velkopřevorem jeho magistrální delegace pro Guam, založené roku 2015.